# Antônio de Souza (bispo)
Dom Antônio de Souza, CSS (Bom Jesus dos Perdões, 21 de outubro de 1929) é um bispo católico e bispo emérito da Diocese de Assis.